# Берден (Канзас)
Берден (англ. Burden) — місто (англ. city) в США, в окрузі Ковлі штату Канзас. Населення — 512 особи (2020).

## Географія
Берден розташований за координатами 37°18′52″ пн. ш. 96°45′19″ зх. д. / 37.31444° пн. ш. 96.75528° зх. д. (37.314319, -96.755357).  За даними Бюро перепису населення США в 2010 році місто мало площу 1,40 км², з яких 1,38 км² — суходіл та 0,02 км² — водойми.

## Демографія
Згідно з переписом 2010 року, у місті мешкало 535 осіб у 195 домогосподарствах у складі 145 родин. Густота населення становила 381 особа/км².  Було 234 помешкання (167/км²).
Расовий склад населення:
| - 97,2 % — білих - 1,7 % — корінних американців |

До двох чи більше рас належало 1,1 %. Частка іспаномовних становила 3,7 % від усіх жителів.
За віковим діапазоном населення розподілялося таким чином: 31,4 % — особи молодші 18 років, 53,1 % — особи у віці 18—64 років, 15,5 % — особи у віці 65 років та старші. Медіана віку мешканця становила 33,2 року. На 100 осіб жіночої статі у місті припадало 101,1 чоловіків;  на 100 жінок у віці від 18 років та старших — 102,8 чоловіків також старших 18 років.
Середній дохід на одне домашнє господарство  становив 50 987 доларів США (медіана — 39 167), а середній дохід на одну сім'ю — 59 006 доларів (медіана — 51 250). Медіана доходів становила 40 547 доларів для чоловіків та 29 028 доларів для жінок. За межею бідності перебувало 14,1 % осіб, у тому числі 22,0 % дітей у віці до 18 років та 10,5 % осіб у віці 65 років та старших.
Цивільне працевлаштоване населення становило 215 осіб. Основні галузі зайнятості: освіта, охорона здоров'я та соціальна допомога — 34,9 %, виробництво — 16,3 %, будівництво — 12,1 %.